# مادلين باركلي
مادلين باركلي (بالفرنسية: Madeleine Barclay)‏ هي متسابقة يخت فرنسية، ولدت في 21 فبراير 1911 في باريس في فرنسا، وتوفيت في 1943 في البرتغال.